# Nurarihyon no Mago: Sennen Makyou
Nurarihyon no Mago: Sennen Makyou (ぬらりひょんの孫 千年魔京) é a continuação do anime Nurarihyon no Mago, onde a novidade é a aparição de Hagoromo-Gitsune, uma youkai responsável por matar o pai de Nura Rikuo. É importante ressaltar que agora Nura Rikuo passa a aceitar melhor o seu lado youkai. A nova série teve seu primeiro episódio lançado em julho de 2011.

## História
Hagoromo-Gitsune assumiu a forma de uma humana com longos cabelos negros, olhos negros e roupas negras. Busca a verdadeira escuridão, a escuridão mais pura. Ela está grávida e começa a destruir todos os selos de Kyoto, criados por Hidemoto, onmyoji que selou Hagoromo-Gitsune. Após destruir todos os selos, ela se abriga em um castelo onde pretende ter o bebê Nue. Um tempo depois Hidemoto passa a recolocar os selos. Hidemoto já está morto e só consegue isso, porque é invocado como um Shikigami por Keikain Yura. Para deter Hagoromo-Gitsune, será necessária a ajuda de Nura Rikuo e da Keikain Yura, que utilizarão, respectivamente, a Nenekirimaru e o Hagun para isso. A evolução de Rikuo fica evidente nessa nova temporada. Rikuo aprende o seu Medo em Tono, além de aprender uma nova técnica, "Equipar." Essa técnica permite a junção do Medo do Rikuo com o Medo de alguém em quem Rikuo confie. Hagoromo-Gitsune conta com vários aliados e conseguiu ferir gravemente o Nurarihyon, avô de Nura Rikuo. Rikuo já presenciou a derrota dos seus aliados e também já foi derrotado por um youkai aliado de Hagoromo-Gitsune. Só conseguiu evoluir ainda mais por conta da pressão de Gyuki. Rikuo já usou o "Equipar" juntamente com Yuki-Onna, Kurotabo e Itaku. Em Tono, Itaku foi o responsável por treinar Nura Rikuo, Night Rikuo começou uma luta contra Hagoromo-Gitsune, sabendo que foi ela que matou seu pai,Após uma árdua luta, a verdade foi revelada, mudando totalmente seu rumo, e a série foi finalizada, ficando em aberto, para uma possível 3ª temporada.

## Lista de Episódios
Episódio 01 - O Terceiro Herdeiro do Clã Nura desperta

Episódio 02 - A Justiça de Dois

Episódio 03 - A Conclusão de Keikain Yura

Episódio 04 - Nurarihyon e a Princesa Yo

Episódio 05 - Rumo ao Presente

Episódio 06 - A Lenda de Tono

Episódio 07 - Kyoka Suigetsu

Episódio 08 - Hagoromo-Gitsune Invade Kyoto

Episódio 09 - Onmyoji Cinza

Episódio 10 - Hagun

Episódio 11 - Duelo nos Ceús de Kyoto

Episódio 12 - Antigo Desejo

Episódio 13 - Labirinto Torii

Episódio 14 - Um aykashi a se evitar

Episódio 15 - Decenda á escuridão

Episódio 16 - Passado compartilhado

Episódio 17 - Equipando Cem Demonios

Episódio 18 - Confiar-me tudo

Episódio 19 - Um Vínculo de Confiança

Episódio 20 - O ciclo de Renascimento

Episódio 21 - Nacimento

Episódio 22 - Fragmentos do Passado

Episódio 23 - Banquete das Trevas

Episódio 24 - A Declaração de Rikuo
Episodio Recapitulação - O destino da Capital dos Demonios 

## Aberturas e Encerramentos

### Temas de Abertura
- "Hoshi no Arikamokuba" - LM.C [episódios 1 a 13]
- "This is a Love Song" - LM.C [episódios 14 a 24]

### Temas de Encerramento
- "Orange Smile" - Katate☆Size [episódios 1 a 13]
- "Departure" - Katate☆Size [episódios 14 a 24]